# Surfside Beach, Texas
Surfside Beach är en ort i Brazoria County i delstaten Texas, USA.